# Lamprocapsidea
Lamprocapsidea is een geslacht van wantsen uit de familie van de Miridae (Blindwantsen). Het geslacht werd voor het eerst wetenschappelijk beschreven door Bertil Robert Poppius in 1912.

## Soorten
Het genus bevat de volgende soorten:

- Lamprocapsidea coccinea (Linnavuori, 1974)
- Lamprocapsidea coffeae (China)
- Lamprocapsidea hilaris Linnavuori, 1974
- Lamprocapsidea rubra Poppius, 1912
- Lamprocapsidea subcarinata Poppius, 1912